# Бондоне
Бондоне (итал. Bondone) је насеље у Италији у округу Тренто, региону Трентино-Јужни Тирол.
Према процени из 2011. у насељу је живело 223 становника. Насеље се налази на надморској висини од 732 м.

## Становништво
| 1936. | 1951. | 1961. | 1971. | 1981. | 1991. | 2001. | 2011. |
| ----- | ----- | ----- | ----- | ----- | ----- | ----- | ----- |
| 770   | 871   | 768   | 710   | 677   | 665   | 667   | 668   |